# Aechmea tomentosa
Espèce
Classification phylogénétique
Aechmea tomentosa est une espèce de plantes de la famille des Bromeliaceae, endémique de la forêt atlantique. (mata atlântica en portugais) au Brésil.